# Narsdorf
Narsdorf is een dorp en voormalige gemeente in de Duitse deelstaat Saksen. De gemeente maakte deel uit van het Landkreis Leipzig.
Narsdorf werd per 1 juli 2017 gevoegd bij de stad Geithain en telt 1.863 inwoners (31 juli 2007).